# 129 a.C.

## Eventos
- Caio Semprônio Tuditano e Mânio Aquílio, cônsules romanos. Aquílio termina a guerra no Reino de Pérgamo e a Ásia torna-se numa província romana proconsular. Tuditano ataca e vence os jápodes na Ilíria.

## Mortes
- Cipião Emiliano Africano, general e político romano (n. 185 a.C.)